# Globularia hedgei
Globularia hedgei là một loài thực vật có hoa trong họ Mã đề. Loài này được H.Duman mô tả khoa học đầu tiên năm 2001.